# Vandeputte Groep
De Vandeputte Groep is een in Moeskroen gevestigd familiebedrijf dat lijnolie produceert en verwerkt.
Ontstaan in een streek waar de vlasteelt sterk vertegenwoordigd was, begon Gustave Vandeputte, die een windmolen te Rekkem bezat, in 1887 met het persen van lijnzaad. Dit resulteerde in een oliefabriek die tegenwoordig 100.000 ton/jaar lijnzaad kan verwerken, overeenkomend met meer dan 10% van de wereldwijde productie. Dit kwam overeen met een vertienvoudiging van de capaciteit sinds 1995.
Sind de jaren 50 van de 20e eeuw werd, onder de naam Mousse de Lin, een op lijnolie gebaseerde zeep op de markt gebracht, en ook tegenwoordig is er een zeepfabriek aan de groep verbonden. Daarnaast is er een oleochemische fabriek en een laboratorium waar nieuwe producten op basis van lijnolie worden ontwikkeld.